# François Avard
Pour les articles homonymes, voir Avard.
François Avard (Saint-Hyacinthe, 6 juin 1968) est un auteur et scénariste québécois.

## Biographie
Détenteur d'un certificat en création littéraire et d'un baccalauréat en enseignement du français, il fut professeur d'écriture humoristique à l'École nationale de l'humour de 1992 à 2004.
Il est le créateur et coauteur (avec Jean-François Mercier) de la série satirique Les Bougon, c'est aussi ça la vie! diffusée à la télévision de Radio-Canada de janvier 2004 à avril 2006.
Il est l'auteur du roman L'esprit de bottine et du recueil de nouvelles Les uniques, publiés initialement chez Guérin Éditeur, ainsi que du Dernier continent, aux éditions des Intouchables et de Pour de vrai, publié chez Libre Expression en 2005. En 2008, il publie un recueil de diverses chroniques intitulé Avard chronique.
Pour le compte de la télévision, il collabore aux scénarios de plusieurs séries : Caméra Café, 3X Rien, C.A. et Bob Gratton : Ma vie, My Life. Il est un des auteurs de la série Ramdam pour laquelle il a reçu deux Gémeaux en collaboration avec la scénariste Fabienne Cortes. Il a aussi collaboré aux deux saisons de Ici Louis-José Houde et à la série Pendant ce temps, devant la télé sur les ondes de Radio-Canada.
Il collabore au travail de l'humoriste Martin Matte depuis 1995. Il a aussi collaboré aux cinq one-man-show de Louis-José Houde ainsi qu'à ses animations de 18 galas de l'ADISQ. Parmi les autres humoristes avec qui il collabore, on compte Les Morissette (Véronique Cloutier et Louis Morissette), Louis Morissette solo, Jean-François Mercier, Cathy Gauthier, Pat Groulx, Pierre Hébert et Michel Mpambara. En juillet 2010, il fait une première mise en scène : un gala Juste Pour Rire mettant en vedette Jean-François Mercier et Louis Morissette.
En 2021, il collabore pour la première fois aux textes d'un spectacle musical, celui de l'auteur-compositeur-interprète Patrice Michaud, le spectacle «Grand voyage désorganisé».
En 2008, François Avard révèle, en entrevue à l'émission radio de Christiane Charette, être l'auteur des textes de la vidéo « Culture en péril » dénonçant les coupures en culture du gouvernement conservateur Harper et mettant en vedette Michel Rivard, Stéphane Rousseau et Benoît Brière.
À la suite du tremblement de terre du 12 janvier 2010 en Haïti, François Avard réunit les humoristes du Québec et met sur pied le spectacle bénéfice Ha-Haïti avec la complicité de Louis-José Houde. 93 316 dollars sont ainsi versés au fonds « Tremblement de terre - Haïti » d'Oxfam-Québec.
Le 25 février 2010, François Avard a signé, avec 500 artistes, l'appel pour appuyer la campagne internationale de boycottage, de désinvestissement et de sanctions contre l'apartheid israélien
Le 27 septembre 2011, à l’initiative de Guy Lévesque et François Avard, 17 humoristes se sont produits dans le cadre de SOS Afrique, une levée de fonds de près de 100 000 dollars remis à la Coalition humanitaire pour lutter contre la famine dans la corne de l’Afrique.

## Carrière

### Télévision
- 2001 : Caméra Café (adaptation des textes)
- 2001 : Ramdam (scénariste)
- 2002 : Réal-IT (script-éditeur)
- 2003 : 3X Rien (script-éditeur)
- 2004 : Les Bougon, c'est aussi ça la vie! (créateur et scénariste)
- 2005 : Ici Louis-José Houde (script-éditeur)
- 2006 : C.A. (conseiller à la scénarisation)
- 2007 : Bob Gratton : Ma vie, My Life (script-éditeur)
- 2007 : Pendant ce temps, devant la télé (script-éditeur)
- 2008 : Bye Bye 2008 (script-éditeur et scripteur)
- 2009 : VRAK la vie (script-éditeur)
- 2010 : Les Enfants de la télé (scénariste, 12 premières saisons)
- 2010 : Bye Bye 2010 (script-éditeur)
- 2010 : Les Robins des pauvres pour France 3 (script-doctor)
- 2012 : Bye Bye 2012 (script-éditeur)
- 2013 : Bye Bye 2013 (script-éditeur)
- 2014 : Les Beaux Malaises (co-scénariste)
- 2014 : Bye Bye 2014 (script-éditeur)
- 2015 : 19-2 (script-éditeur 3e saison)
- 2017 : Cochon dingue (script-éditeur)
- 2020 : La Maison-Bleue (script-éditeur saison 1 et 2, scénariste saison 3)
- 2021 : Les Beaux Malaises 2.0 (co-scénariste)
- 2021 : Entre deux draps (script-éditeur, saison 1)
- 2021 : Survivre à ses enfants (script-éditeur)
- 2022 : Le Bonheur (créateur et scénariste)
- 2023 : Martin Matte en direct (script-éditeur et auteur)
- 2024 : Lakay nou (script-éditeur)
- 2025 : Passez au salon (script-éditeur)

### Cinéma
- 2015 : Ego Trip (scénariste)
- 2015 : Le Mirage (co-scénariste avec Louis Morissette)
- 2016 : Votez Bougon (co-scénariste avec Jean-François Mercier et Louis Morissette)
- 2021 : Le Guide de la famille parfaite (co-scénariste avec Louis Morissette et Jean-François Léger)

## Récompenses
- 2002 : Prix Gémeaux, meilleur texte émission ou série jeunesse[9] (avec Fabienne Cortes), Ramdam
- 2003 : Prix Olivier[10], auteur de l'année (avec Louis-José Houde), pour le spectacle Louis-José Houde de Louis-José Houde
- 2004 : Prix Gémeaux, meilleur texte comédie[11], Les Bougon, c'est aussi ça la vie!
- 2004 : Prix Gémeaux, meilleur texte émission ou série jeunesse[9] (avec Fabienne Cortes), Ramdam
- 2005 : Grand prix littéraire Archambault[12], Pour de vrai
- 2006 : Prix Gémeaux, meilleur texte pour une émission humoristique[13], Ici Louis-José Houde
- 2008 : Prix Olivier[10], auteur de l'année, (avec Martin Matte et Benoît Pelletier) pour Condamné à l'excellence de Martin Matte
- 2009 : Prix Olivier auteur de l'année, (avec Louis-José Houde)  pour Suivre la parade de Louis-José Houde
- 2013 : Prix Gémeaux, meilleur texte pour une émission humoristique[14], Bye Bye 2012
- 2014 : Prix Gémeaux, meilleur texte comédie (avec Martin Matte), Les Beaux Malaises
- 2015 : Prix Gémeaux, meilleur texte comédie (avec Martin Matte), Les Beaux Malaises
- 2016 : Prix Gémeaux, meilleur texte comédie (avec Martin Matte), Les Beaux Malaises
- 2018 : Prix Olivier, auteur de l'année (avec Louis-José Houde) pour Préfère novembre de Louis-José Houde
- 2022 : Prix Olivier, texte de l'année série télé ou web humoristique (avec Martin Matte), Les Beaux Malaises 2.0